# Parelasmopus suluensis
Parelasmopus suluensis är en kräftdjursart. Parelasmopus suluensis ingår i släktet Parelasmopus och familjen Gammaridae. Inga underarter finns listade i Catalogue of Life.